# Askeaton
Askeaton (in irlandese Eas Géitine) è una località della Repubblica d'Irlanda. Fa parte della contea di Limerick, nella provincia di Munster.
L'abitato sorge sulla riva sinistra del fiume Maigue.
Al centro del villaggio di Askeaton sorgono le rovine del Desmond Castle, di fondazione anglo-normanna, eretto nel 1199.